# 愚公移山
愚公移山，为上古神话传说。由可能为战国时期列御寇所著《列子》中的记载流传下来。见于《汤问》篇第二节。

## 衍生文化

### 演讲
- 毛泽东1945年中共七大题为《愚公移山》的闭幕词。

### 绘画
- 徐悲鸿《愚公移山》（共三幅）；1939至1940年，应印度诗人泰戈尔之邀，徐悲鸿赴印度举办画展宣传抗日，期间他创作了《愚公移山》。

### 歌曲
- 《愚公移山》：由江涛演唱
- 《愚公移山》（粤语歌）：由周笔畅演唱

### 纪录片
- 《愚公移山》，尤里斯·伊文思執導的紀錄片。

### 电视剧
- 《王屋山下的传说》，40集，2008年中国电视剧。

### 动画
- 《愚公移山》，150集，2016年中国动画剧集。
- 《新愚公移山》，2020年中国动画电影。

## 其他影响
- 达什拉斯·曼吉，印度版当代“愚公”。

## 相关新闻
2013年，河南省愚公移山精神研究会在王屋山所在地济源市成立，并举行第一次会员代表会。毛泽东之孙毛新宇担任该会荣誉会长。 

## 延伸閲讀
- 精衛填海
- 女媧補天

## 外部連結
- 毛泽东致七大闭幕词――《愚公移山》（１９４５年６月２５日）（页面存档备份，存于）